# مردخاي إلياهو
مردخاي تزيماخ إلياهو (بالعبرية: מרדכי צמח אליהו) كان حاخامًا إسرائيليًا متعصّبًا وزعيمًا روحيًا. كان إلياهو، وهو نجل أحد أتباع القبالة في القدس، في شبابه، ناشطًا في بريت هكانيم، وهي منظمة دينية سرية متطرفة. عمل ديانًا في بئر السبع وفي المحكمة الحاخامية العليا في القدس. شغل فيما بعد منصب ريشون لتسيون، أو الحاخام الأكبر لإسرائيل، من 1983 إلى 1993.
كقائد للصهيونية الدينية، كان لإلياهو دور فعال في نقل العديد من أعضائها إلى اليمين الديني، مما أدى إلى بدايات حركة هاردال. أعرب إلياهو وهو من أنصار مائير كاهانا وجوناثان بولارد، عن معارضته لفك الارتباط الإسرائيلي عن غزة.
توفي إلياهو عن عمر يناهز 81 عاماً، بعد مضاعفات إصابته بمرض في القلب. ودُفن في هار همنوحوت في القدس.

## النشأة
ولد مردخاي إلياهو في الحي اليهودي بالقدس، وهو ابن الحاخام اليهودي العراقي سلمان الياهو، وهو من قبالي القدس، وزوجته مازال، شقيقة يهودا تزادكا . اسم العائلة هو عبر عنبر من إلياس. لديه أخ أكبر هو نعيم بن الياهو وأخته الصغرى راحيل وشقيقه شمعون. كان سلمان من تلاميذ يوسف هاييم (بن إيش هاي)، وهو عم مزال الأكبر. كانت الأسرة فقيرة جدًا لدرجة أن إلياهو كان عليه أن يبتكر طرقًا للدراسة، وهو ما يعني غالبًا التعلم على ضوء الشموع. مات سلمان عندما كان إلياهو في الحادية عشرة من عمره، ولكن ليس قبل أن يغرس في ابنه حب التوراة والقبالة.
في شبابه، التحق إلياهو ب مدرسة بورات يوسف الدينية، وأتيحت له الفرصة للتعلم من العديد من المعلمين العظماء مثل عزرا عطية، صدقا حسين، وأفروهوم يشايا كاريليتس (شازون إيش). وفي وقت لاحق كان على اتصال بمردخاي شرابي، ويعقوب موتزافي، ويتسحاك قدوري.

## مهنة
الياهو تلقى سميخة (رسامة حاخامية) من الحاخام الأكبر السفارديم يتسحاق نسيم. طلب الأخير منه ترتيب إعادة إيداع حاييم يوسف دافيد أزولاي (الهيدا) من ليفورنو بإيطاليا إلى إسرائيل. في 17 أيار (مايو) 1960، دُفنت السفينة "هيدا" في هار هامينوشوت في القدس.
في ذلك العام، تم تعيين إلياهو ديان في بئر السبع، أصغر واحد في البلاد. غالبًا ما كان يشارك في الفصل في قضايا عائلية معقدة. كان إلياهو المفضل لدى بابا سالي، الذي كان يعيش بالقرب من نتيفوت . في أحد الأيام، أصر الأخير على أن يتوقف إلياهو عن كل ما يفعله ويأتي لزيارته لتناول كأس من العرق . غير راغب في إزعاج الرجل المقدس، قبل إلياهو الدعوة، ليكتشف لاحقًا أن أحد الخصوم السابقين الساخطين ذهب إلى بيت الدين سعياً لإيذائه.
بعد أربع سنوات، نُقل إلياهو إلى بيت الدين الإقليمي في القدس، وانتُخب لاحقًا في المحكمة الحاخامية العليا في القد، وهو المنصب الذي سيحتفظ به خلال فترة رئاسته للحاخام الأكبر لإسرائيل وبعد ذلك.

## آراء

### فك الارتباط عن غزة
الياهو كان معارضا صريحا لفك الارتباط الإسرائيلي عام 2005 عن غزة . وأدلى بتصريحات فُسرت على أنها تمنع اليهود الأرثوذكس من المشاركة أو تسهيل طرد اليهود من غوش قطيف، لكنه قال لاحقًا إنه لم يقصد أن ينخرط الجنود في "الرفض الفعلي". في يناير من ذلك العام، صرح إلياهو أن تسونامي 2004 كان (وقائيًا) "عقابًا إلهيًا" للحكومات الآسيوية التي تدعم خطة فك الارتباط.
في آذار (مارس) 2006، قبل ثلاثة أيام من الانتخابات الإسرائيلية، صرح إلياهو بأنه ممنوع التصويت لأي حزب سياسي يدعم فك الارتباط، وشدد على أن أي شخص صوت لصالح كديما كان "يساعد الخطاة". وشدد على أهمية التصويت لحزب ملتزم بالتربية الدينية والمدارس الدينية، لكنه حث على عدم التصويت لتلك الأحزاب الدينية التي أيدت فك الارتباط، ودعا أعضاء حزب شاس الديني إلى التوبة عن تأييدهم لاتفاقات أوسلو.

### توغلات غزة
في مايو 2007، كتب إلياهو رسالة إلى رئيس الوزراء إيهود أولمرت أشار فيها إلى أنه "لا يوجد على الإطلاق أي حظر أخلاقي على القتل العشوائي للمدنيين خلال هجوم عسكري مكثف محتمل على غزة بهدف وقف إطلاق الصواريخ". أوضح شموئيل الياهو أن والده عارض توغل القوات البرية في غزة من شأنه أن يعرض جنود الجيش الإسرائيلي للخطر.
الهولوكوست
في مقابلة إذاعية عام 2007، أُعطيت لمحطة الإذاعة الحريدية Kol Haemet عشية يوم ذكرى المحرقة، سُئل إلياهو عن خطيئة ستة ملايين يهودي قُتلوا في الهولوكوست. قال: "هؤلاء الناس أبرياء، لكن الإصلاح بدأ في ألمانيا. هؤلاء المصلحون الدينيون بدأوا في ألمانيا، ولأنه يقال إن غضب الله لا يفرق بين الصالحين والأشرار - لقد تم ذلك".

## أخرى
واعتبر إلياهو مثيرا للجدل إلى حد ما بسبب دعمه المستمر منذ عقود لما يصفه البعض باليمين الراديكالي للحركة الصهيونية الدينية. كان إلياهو من أنصار مئير كاهانا وكان ودودًا مع عائلته. ترأس حفل زواج ابن كهانا، بنيامين زئيف كاهانا، وألقى التأبين في جنازة مئير كهانا. كان إلياهو من أشد المؤيدين لجوناثان بولارد منذ فترة طويلة، وأصبح معلمه الروحي بينما قضى بولارد بعض الوقت في السجون الأمريكية، بعد أن زاره هناك عدة مرات.
في عام 2008، في قداس لإحياء ذكرى مقتل 8 طلاب إسرائيليين قتلوا في مذبحة مركاز هراف، قال إلياهو، "حتى عندما نسعى للانتقام، من المهم توضيح أمر واحد - حياة صبي يشيفا تساوي أكثر من أرواح 1000 عربي.يذكر التلمود أنه إذا سلب غير اليهود إسرائيل من الفضة، فسيعيدونها بالذهب، وكل ما سلبوه سيُعاد طياته، لكن في مثل هذه الحالات، لا يوجد شيء لرده، منذ كما قلت - حياة فتى مدرسة دينية تساوي حياة 1000 عربي ".
عمل إلياهو من أجل الحفاظ على الطقوس اليهودية العراقية وآراء بن إيش هاي، وعارض محاولات عوفاديا يوسف لفرض زي "السفاردي الإسرائيلي" على أساس شولشان أروش وآرائه الدينية. وقد نشر كتاب صلاة اسمه قل الياهو بناء على هذا الموقف.

## الموت
عانى إلياهو من مرض في القلب. في 24 أغسطس / آب 2009، انهار في منزله، وتم نقله إلى المستشفى وهو فاقد الوعي. توفي في 7 يونيو 2010 في مركز شعاري تسيديك الطبي من مضاعفات تتعلق بحالة قلبه. كان عمره 81 سنة. حضر ما يقدر بـ 100،000 شخص جنازته في القدس، والتي بدأت في الساعة 10:00 مساءً يوم الإثنين 7 حزيران (يونيو) 2010. ودُفن في هار همنوشوت المجاورة لنهر هيدا.

## تراث
أسس إلياهو كنيس هيشال يعقوب، الذي سمي على اسم يعقوب صفرا، ودارشي هوراعة لربانيم المدرسة الدينية في حي كريات موشيه بالقدس، والتي يرأسها الآن ابنه يوسف إلياهو.